# Inder Kumar Gujral
Inder Kumar Gujral (in hindi इन्द्र कुमार गुजराल; Jhelum, 4 dicembre 1919 – Gurgaon, 30 novembre 2012) è stato un politico indiano.
È stato primo ministro dell'India dall'aprile 1997 al marzo 1998.
Dall'aprile al maggio 1997 ha ricoperto il ruolo di ministro delle finanze. Per due periodi, dal dicembre 1989 al novembre 1990 come membro del governo guidato da Vishwanath Pratap Singh, e poi dal giugno 1996 al marzo 1998, nel governo di Haradanahalli Doddegowda Deve Gowda, è stato ministro degli affari esteri.